# Steinbruch von Yesemek

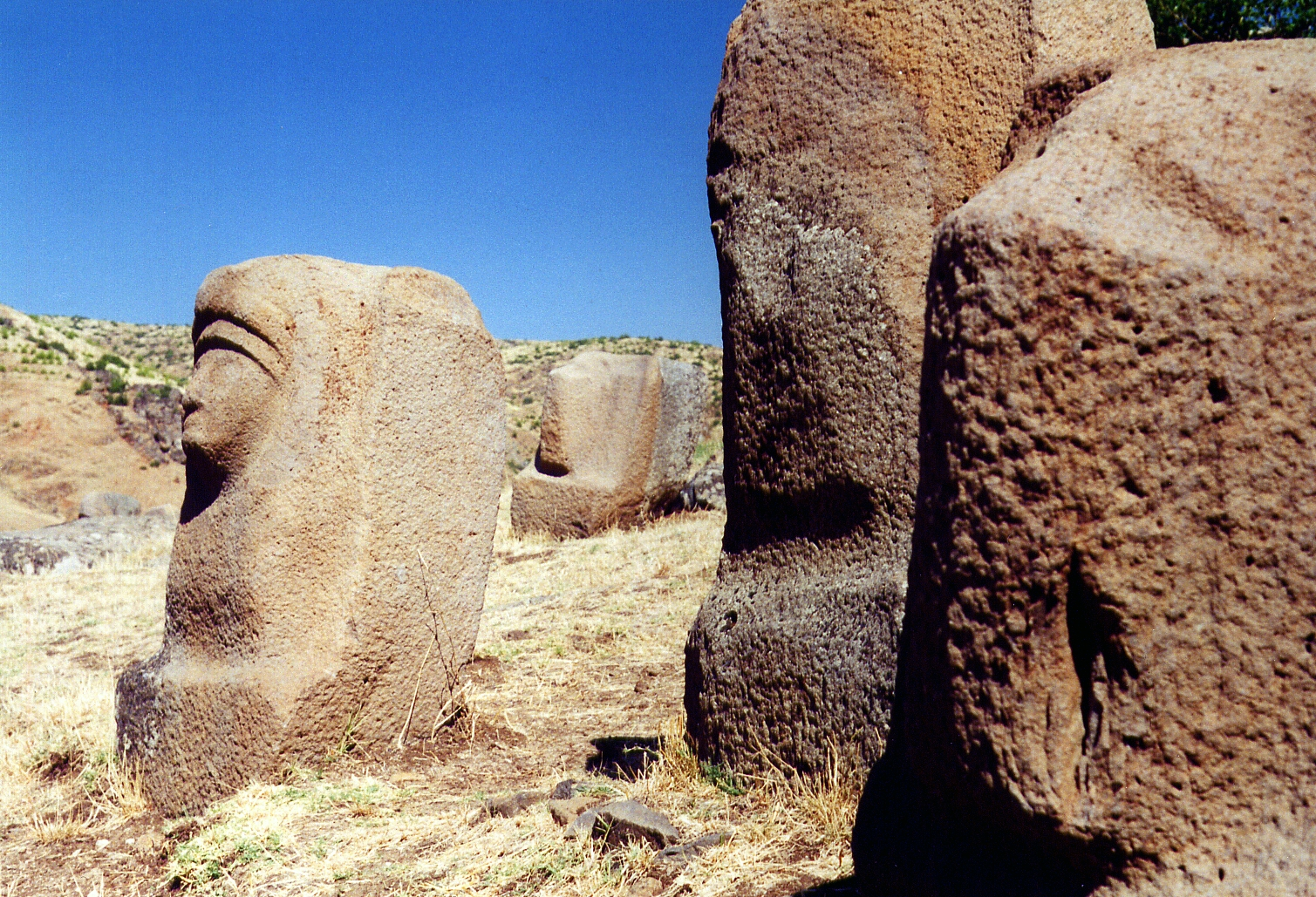
Sphingen in verschiedenen Stadien der Fertigstellung

Beim Dorf Yesemek im Südosten der Türkei liegen ein Steinbruch und  eine Bildhauerwerkstatt und -schule aus hethitischer Zeit. Yesemek liegt etwa 20 km südöstlich von İslahiye und etwa 60 km westlich von Gaziantep in der Provinz Gaziantep.
Koordinaten: 36° 54′ 16″ N, 36° 44′ 45″ O
Die Werkstatt und der Steinbruch stammen aus der Zeit des hethitischen Großreichs. Das Werkstattgelände liegt unter freiem Himmel an einem Hang auf einer Fläche von etwa 300 mal 300 Metern. Damit ist es die größte bekannte Steinmetzwerkstatt des Nahen Ostens. Es ist als Freilichtmuseum (türkisch Acik Hava Heykel Müzesi) dem Archäologischen Museum von Gaziantep angegliedert.

## Geschichte

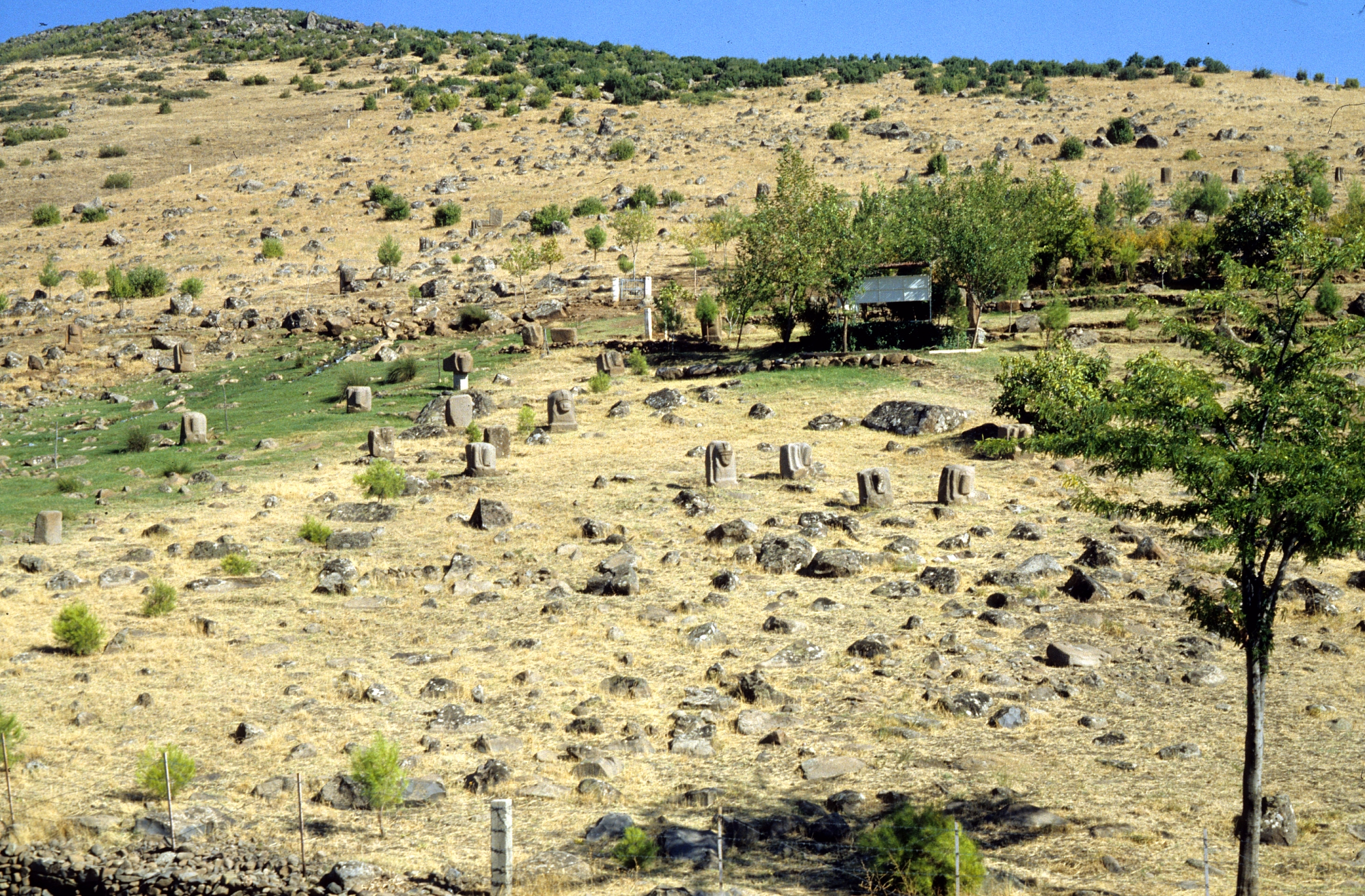
Gelände der Werkstatt

Die Entstehung des Ateliers wird in die Regierungszeit von Großkönig Šuppiluliuma I. in der Mitte des 14. Jahrhunderts v. Chr. datiert. Mit dem Ende des hethitischen Großreichs wurden Steinbruch und Werkstatt wahrscheinlich aufgegeben. In der Zeit der späthethitischen Kleinkönigreiche, als Yesemek im neunten vorchristlichen Jahrhundert zum aramäischen Fürstentum Samʼal (heute Zincirli) gehörte, wurde die Produktion nochmals aufgenommen. Die Erzeugnisse dieser Zeit weisen aramäische und assyrische Einflüsse auf. Nachdem im 8. Jahrhundert v. Chr. Sam'al unter assyrische Herrschaft kam, wurde das Gelände aufgegeben. Die Steinmetze beendeten ihre Arbeit daran oder wurden möglicherweise nach Assyrien gebracht, um für die dortigen Herrscher zu arbeiten.

## Skulpturen

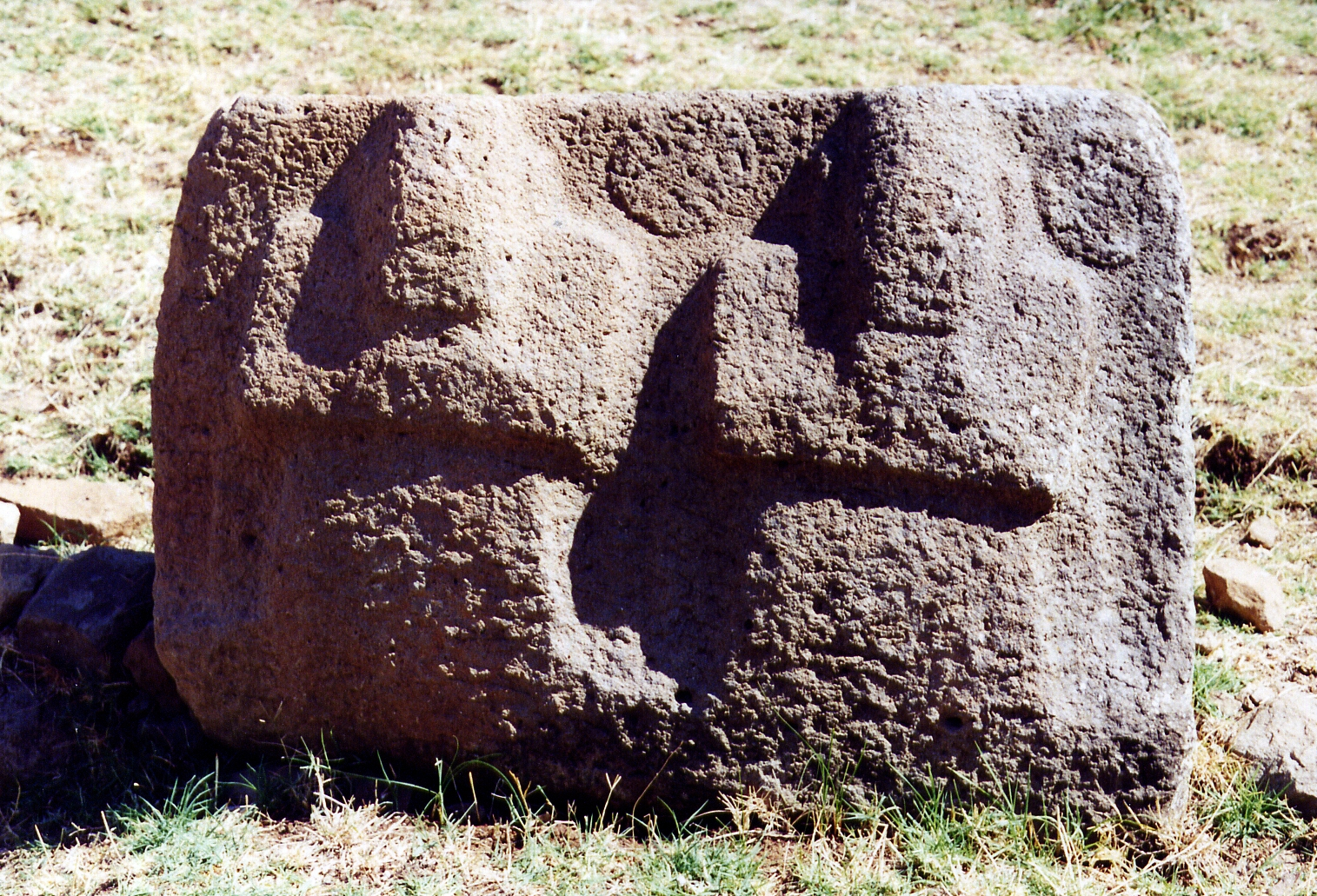
Berggötter

Es sind verschiedene Grundtypen von Skulpturen vorhanden. Den größten Anteil haben zum einen Sphingen mit weiblichem Kopf und Löwenkörpern, zum anderen Löwen, die teilweise geflügelt dargestellt sind. Sphingen und Löwen waren wohl für die Tore hethitischer Städte, Paläste und Tempel gedacht und erinnern stark an Torfiguren, zum Beispiel von Ḫattuša und Alaca Höyük. Weiterhin gibt es Gruppen von Berggöttern mit vor der Brust verschränkten Armen, Reliefs mit Kampfszenen sowie einen Bärenmenschen. Bei Letzterem wird vermutet, dass es sich um eine Auftragsarbeit handelt. Die Berggötter ähneln stark denen, die in Eflatun Pınar als Sockel für das Quellheiligtum dienen. Sphinx-, Löwen- und Götterfiguren sind in allen Stadien der Fertigstellung zu sehen. Eine bemerkenswerte Sphinx wurde in Zincirli gefunden und befindet sich heute im Museum von Gaziantep.

## Bearbeitung

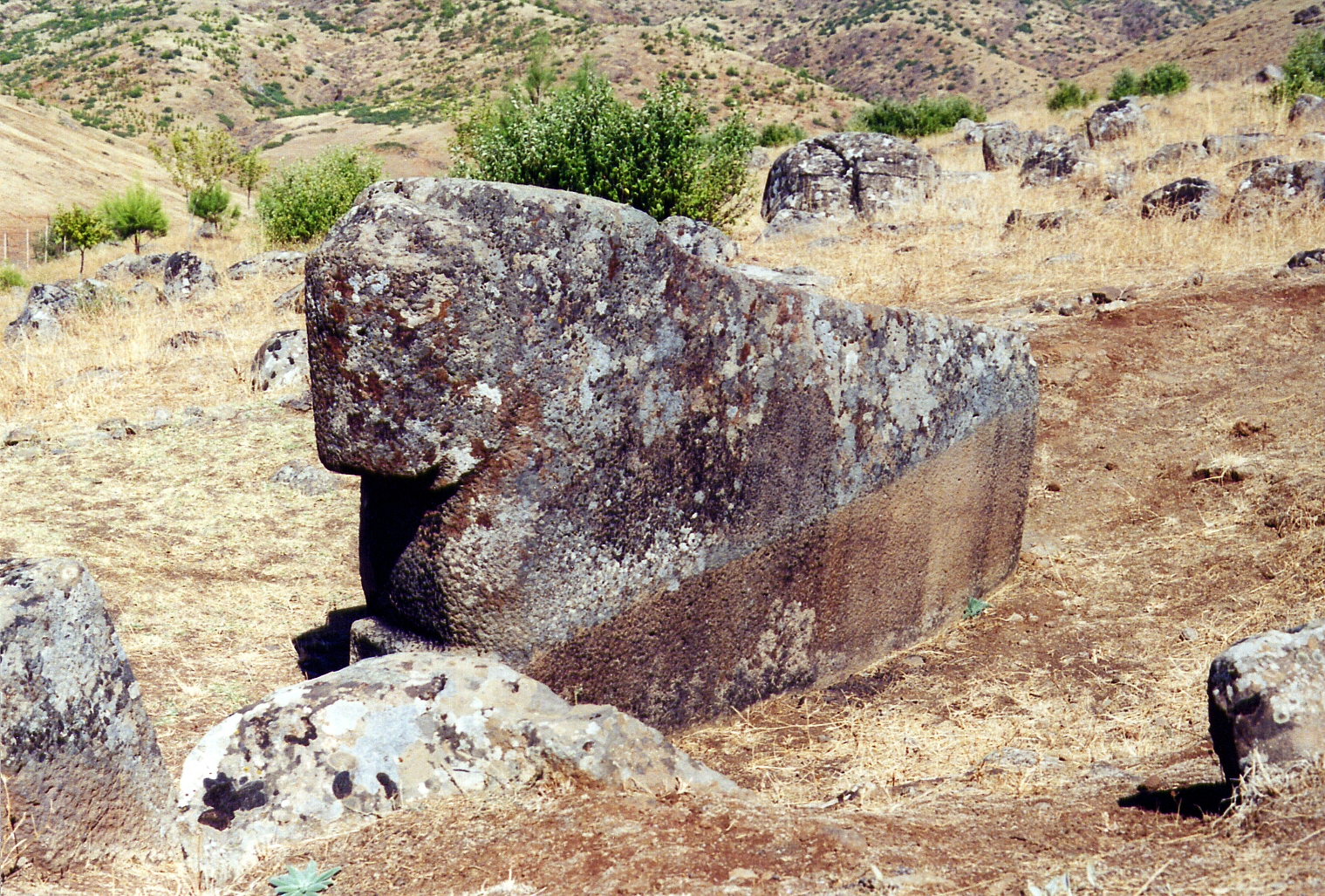
Portallöwe

Im Steinbruch wurden große Blöcke des rötlichen Basalts gebrochen, indem an der vorgesehenen Bruchstelle mit Hammer und Meißel ein Spalt geschlagen wurde. In diesen führte man Holzstücke ein, die mit Wasser begossen wurden. Durch das quellende Holz wurden große Felsstücke herausgesprengt. Danach wurden die Umrisse der Figuren angezeichnet, herausgemeißelt und die Oberfläche grob geglättet. Darauf erfolgte eine feinere Bearbeitung, die mit einem Poliergang abgeschlossen wurde. Die letzte Detailbearbeitung wurde meist nicht in der Werkstatt, sondern am Bestimmungsort der Monumente vorgenommen. Über Transportmethoden kann nur spekuliert werden.

## Forschungsgeschichte

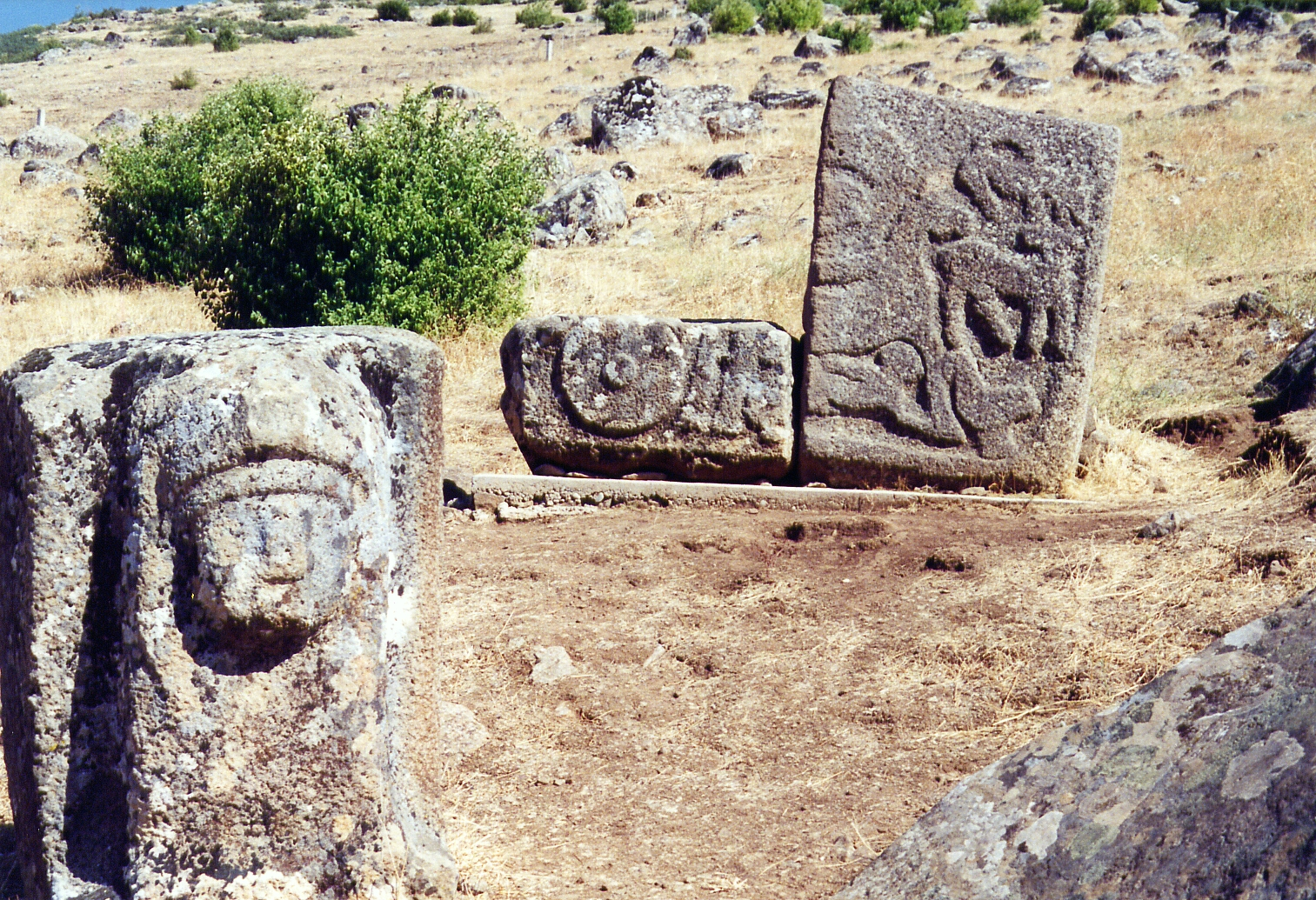
Relief eines Streitwagens

Yesemek wurde 1890 von dem Archäologen Felix von Luschan während seiner Grabungen in Zincirli entdeckt.
Erste Ausgrabungen nahm Bahadır Alkım zwischen 1957 und 1961 vor, es wurden um die 200 Statuen gefunden. Die späteren Arbeiten 1989 bis 1991 unter Leitung des damaligen Direktor des Museums in Gaziantep İlhan Temizsoy förderten weitere 100 Artefakte ans Tageslicht. 1989 wurde das Gelände dem Museum von Gaziantep angegliedert und zum Freilichtmuseum ausgebaut.